# Garrotxa
La Garrotxa és una comarca catalana prepirinenca que limita amb les comarques del Ripollès, Osona, la Selva, el Gironès, el Pla de l'Estany, l'Alt Empordà i el Vallespir. Té una extensió de 735,39 km² i una població de 61.363 habitants (2023). Comprèn l'alta conca del Fluvià i les capçaleres dels rius Brugent i Llémena. El nom "garrotxa" significa terra aspra, trencada, de mala petja. Possiblement, aquesta comarca agafa el nom d'aquesta paraula, ja que el seu relleu és molt muntanyós, amb bells paratges com els que es troben a la Zona Volcànica de la Garrotxa i a Olot, la capital de la comarca, de gran interès geològic i natural. Forma part administrivament de les Comarques Gironines.
La comarca va ser escapçada, modernament, de dos sectors importants: l'antic municipi de Beget es va unir al de Camprodon, i l'antic municipi de Bassegoda al d'Albanyà. Això va fer que els termes d'aquests dos antics municipis canviéssin de comarca des d'un punt de vista administratiu, respectivament, al Ripollès i a l'Alt Empordà.

## Geografia
El territori no és homogeni i es pot considerar, tant des del punt de vista físic com humà, dues subcomarques: el sector que s'estén al nord de la vall del Fluvià, denominat sovint alta Garrotxa, i el que ocupa la part meridional, conegut correntment per comarca d'Olot.

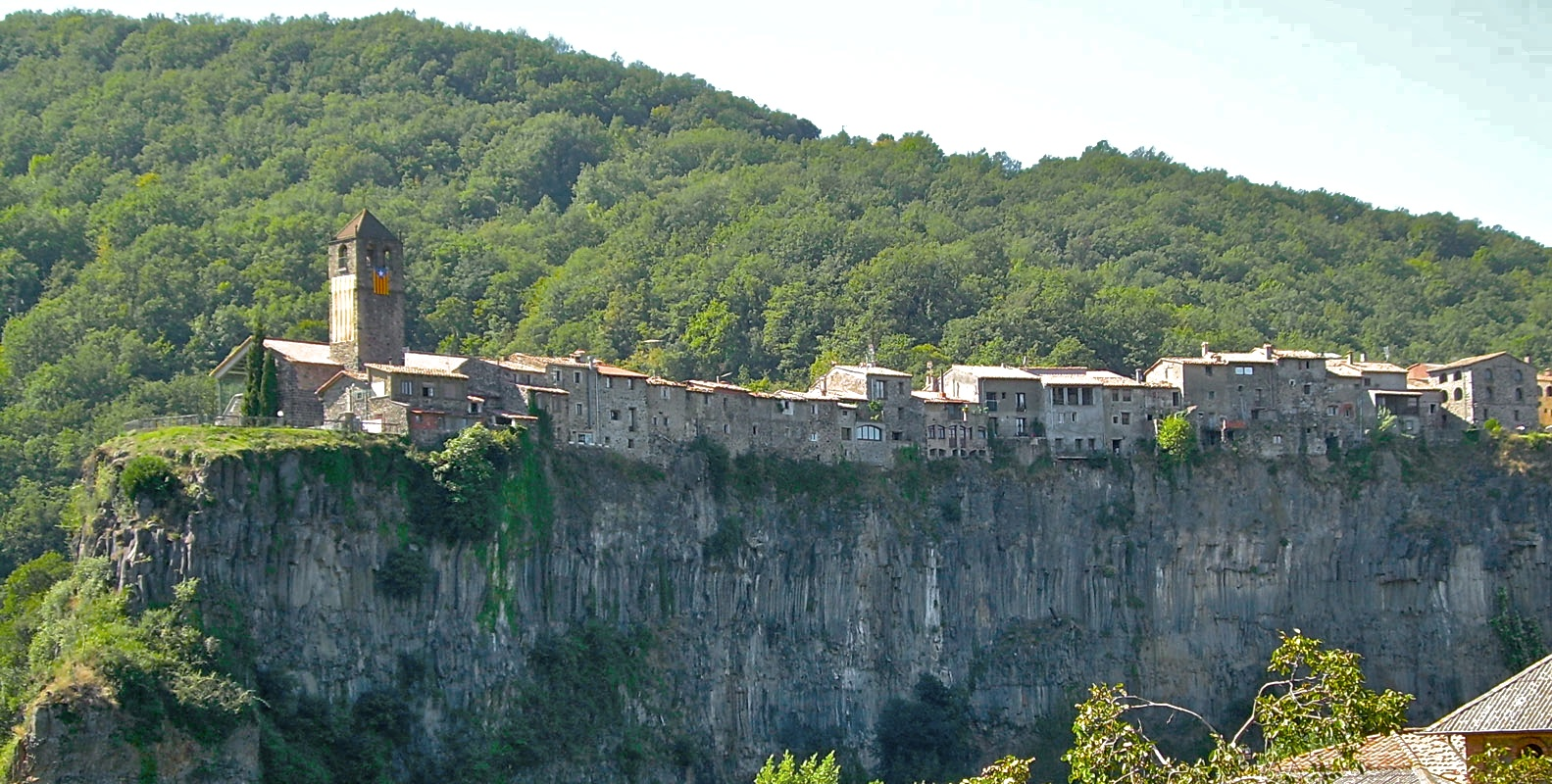
Castellfollit de la roca des del riu Fluvià

Al sector occidental, la cubeta d'Olot-Santa Pau, la presència de materials volcànics contribueix a donar acusada personalitat al paisatge. Les formes que més ressalten en el paisatge són els cons volcànics, uns 40, entre els quals destaquen el Croscat i el volcà de Santa Margarida.
El Fluvià, de règim mediterrani, té un cabal no gaire important (1,07 m³/s a Olot).
La Garrotxa contrasta amb les comarques veïnes per l'elevada humitat. La pluja anual oscil·la al voltant dels 1.000 mm. Es diu: Si no plou a Olot, no plou enlloc.
Pel que fa a les temperatures, a Olot la mínima de gener és de 0,09 °C, i la màxima d'agost, de 27,7 °C. Les freqüents formes de cubeta hi ocasionen inversions tèrmiques, i el relleu a l'alta Garrotxa i al Puigsacalm, particularment, una variant climàtica de muntanya, amb importància de les precipitacions de neu.
La vegetació segueix les línies del clima. Hi ha un sector de caràcter mediterrani, que s'estén per l'alta Garrotxa i est de la comarca, mentre que la resta és coberta per vegetació submediterrània que passa a atlàntica en els punts més humits.

## Població i activitat
| Municipi                 | Habitants |
| ------------------------ | --------- |
| Argelaguer               | 428       |
| Besalú                   | 2.512     |
| Beuda                    | 212       |
| Castellfollit de la Roca | 938       |
| Maià de Montcal          | 464       |
| Mieres                   | 351       |
| Montagut i Oix           | 981       |
| Olot                     | 38.003    |
| Planes d'Hostoles, les   | 1.755     |
| Preses, les              | 1.903     |
| Riudaura                 | 524       |
| Sales de Llierca         | 167       |
| Sant Aniol de Finestres  | 364       |
| Sant Feliu de Pallerols  | 1.596     |
| Sant Ferriol             | 251       |
| Sant Jaume de Llierca    | 868       |
| Sant Joan les Fonts      | 3.081     |
| Santa Pau                | 1.614     |
| Tortellà                 | 815       |
| Vall de Bianya, la       | 1.359     |
| Vall d'en Bas, la        | 3.177     |
| Font: Idescat            |           |

Mapa municipal de la Garrotxa

Els nuclis de població concentrada són molt poc importants. El 1986 el 9,4% de la població activa treballava en el sector primari, el 59,4% en el sector secundari i el 31,2% restant en el terciari. La superfície conreada ha anat disminuint. Així i tot, és la primera comarca productora de blat de moro de secà de Catalunya. La ramaderia presenta una forta expansió i una acusada modernització tècnica, particularment pel que fa al porcí i el boví. La indústria va rebre un impuls decisiu després del 1940.
Actualment, el sector tèxtil, sobretot el de filats i gèneres de punt, l'alimentari (la indústria càrnia) i el metal·lúrgic (la metal·lúrgia de transformació) són els més destacables. En un segon lloc hi ha els sectors de les arts gràfiques i el papereria, el químic i el dels plàstics. L'activitat industrial es concentra a la ciutat d'Olot i els municipis veïns de Sant Joan les Fonts i Besalú.

## Zona volcànica de la Garrotxa

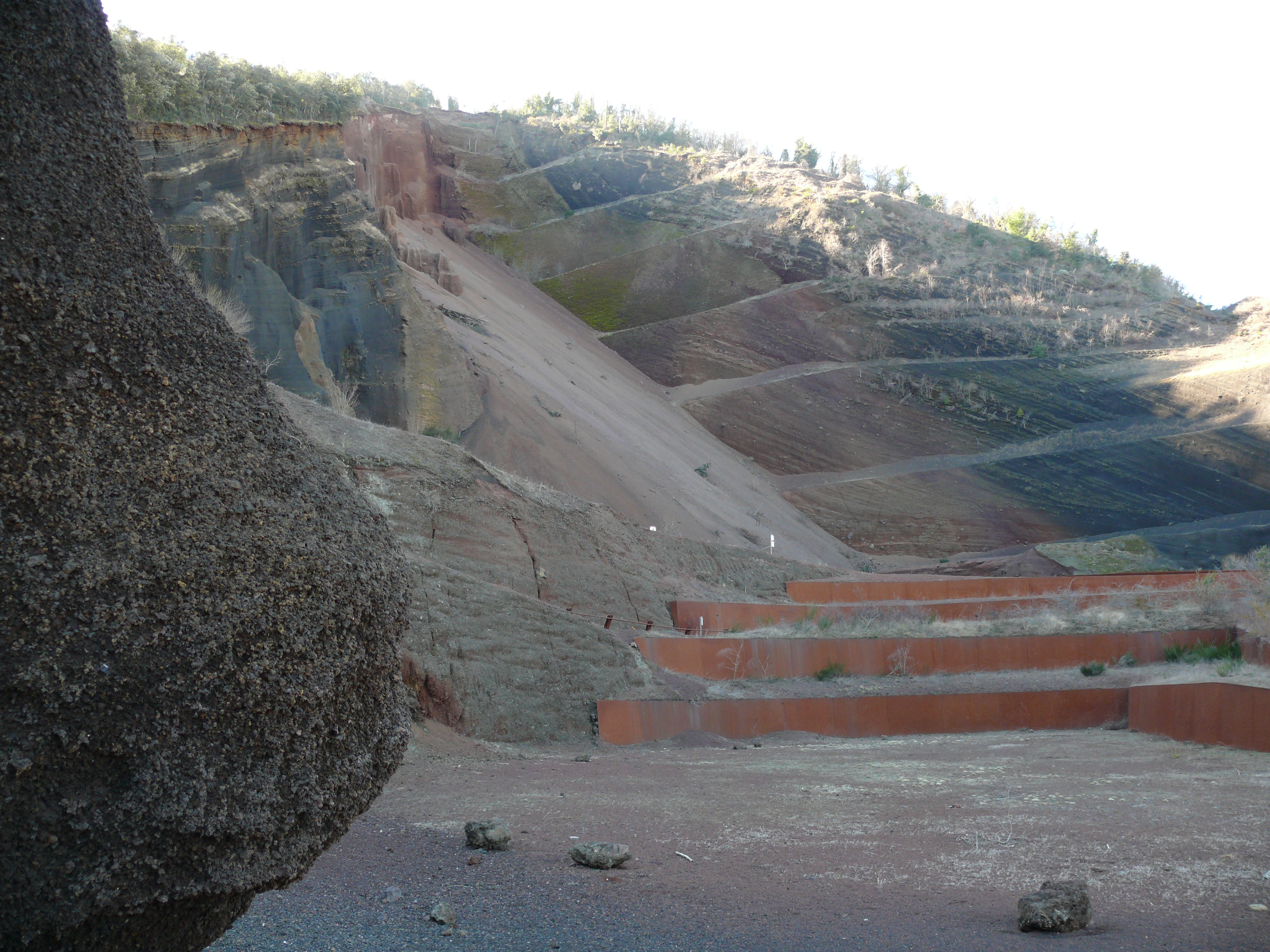
Grederes del volcà del Croscat

La zona volcànica de la Garrotxa és a la Serralada Transversal, on hi ha una quarantena de cons volcànics, en bon estat de conservació i amb importants corrents de lava basàltica.
El focus principal és al pla d'Olot i als seus vessants (el camp de lava ocupa una gran part del pla, uns 25 km²), on la lava va afluir seguint la vall del Fluvià i va arribar fins a Sant Jaume de Llierca.
Un altre sector rellevant és a la vall tectònica del riu Ser, al peu de l'escarpament de falla de les serres del Corb i de Finestres, on hi ha els volcans més importants (Santa Margarida i el Croscat). La lava va seguir aquí la vall del riu fins al molí de Gibert, passat el Sallent de Santa Pau.
Finalment, un tercer grup està constituït per una sèrie de volcans a la vall del Llémena i la vall del Brugent.
En aquesta última hi trobem diversos cons volcànics, com per exemple el del volcà sant Marc, el Traiter i Can Tià. Pel que fa a les colades de lava, recorren tot el curs fluvial, iniciades a la vall de Sant Iscle i arribant fins més enllà del poble de les Planes, concretament fins al gorg de santa Margarida.
Al sector d'Olot també hi va haver erupcions antigues, ja que hi ha còdols de basalt als materials pliocens de la vall del Fluvià.
En les erupcions modernes es reconeixen diferents fases, totes enquadrades dins el Quaternari mitjà.
Pel que fa a les formes de relleu, a més dels cons volcànics de tipus estrombolià, dels quals n'hi ha amb cràter central (Montsacopa, Santa Margarida), amb cràters laterals (Garrinada), constituïts per escòries petites i uniformes (Montsacopa) o per materials grossers (Montolivet, Croscat), hi ha taules de lava, posades en relleu per l'erosió fluvial diferencial, com a Castellfollit de la Roca o a Sant Joan les Fonts, on es pot veure la constitució interna consolidada en prismes allargats.
Són abundants, al sector del Ser, les acumulacions de lapil·lis anomenades també grederes i, prop d'Olot, les formacions de laves poroses, consolidades en sectors d'aiguamolls, com en el Boscdetosca.
L'any 1982, la zona compresa entre les valls del Fluvià i del Ser i la capçalera de les valls d'Aiguavella i Sant Iscle va ser declarada, per la Generalitat de Catalunya, Paratge Natural d'Interès Nacional. Per la mateixa llei van ser declarades Reserves Integrals Geobotàniques la major part dels cons volcànics i la Fageda d'en Jordà.
Tota aquesta zona volcànica està protegida com a Parc Natural de la Zona Volcànica de la Garrotxa, que inclou els 40 volcans de la zona, amb una extensió de 12.007 ha (120,07 km²).

## Espai d'Interès Natural de l'Alta Garrotxa

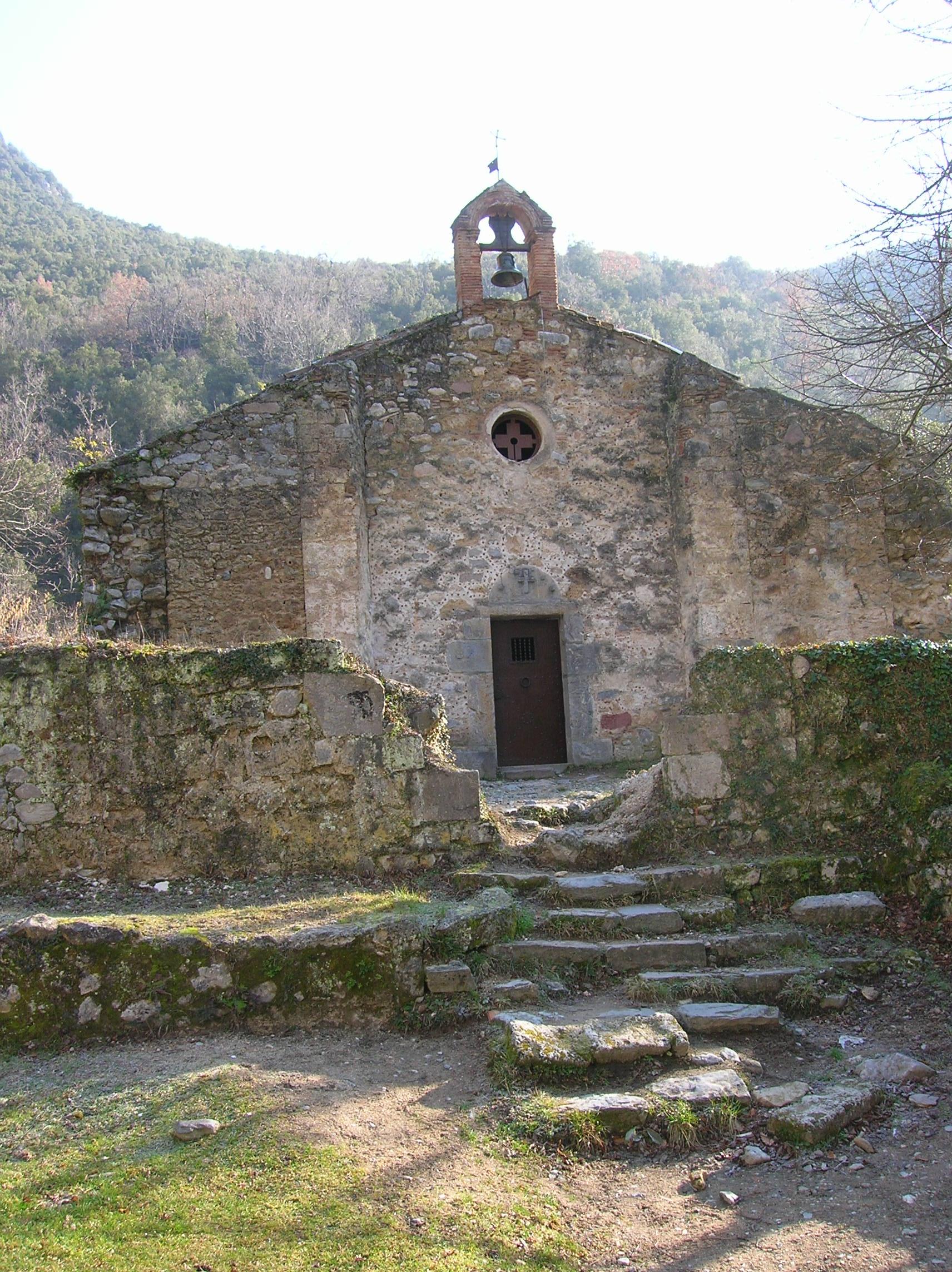
Sant Aniol d'Aguja

Aquest espai va ser declarat per primera vegada com a LIC l'any 1997 i com a Zona d'especial protecció per a les aus (ZEPA) l'any 2005, posteriorment va ser ampliat com a espai Natura 2000 mitjançant l'Acord del Govern 112/2006, de 5 de setembre, que aprova la xarxa Natura 2000 a Catalunya (DOGC núm. 4735, de 6-10-2006).
Així mateix, mitjançant el Pla especial es va realitzar la seva delimitació definitiva. Aquest Pla complementa també el règim normatiu bàsic de protecció establert pel PEIN amb determinacions específiques per a aquest Espai.
Qui s'encarrega de l'espai és el Consorci de l'Alta Garrotxa, una entitat creada el 15 de desembre del 2000, la qual es va constituir per a la protecció i la gestió de l'Espai d'Interès Natural de l'Alta Garrotxa. El Consorci agrupa els onze municipis que compten amb superfície inclosa dins del Pla d'espais d'interès natural. El 2000 es va constituir el consorci per a la protecció i la gestió de l'Espai d'Interès Natural de l'Alta Garrotxa, amb seu a la rectoria de Sadernes, dins el municipi de Sales de Llierca.

## Gastronomia
Els dolços són un dels puntals més representatius de la gastronomia de la Garrotxa, tenint com a més famosos els tortells adobats, les coques de llardons, els xuixos, les galetes i els bescuits olotins. A Besalú s'elaboren uns dolços anomenats modernistes.

## Demografia
| 1497 f | 1515 f | 1553 f | 1717   | 1787   | 1857   | 1877   | 1887   | 1900   | 1910   |
| ------ | ------ | ------ | ------ | ------ | ------ | ------ | ------ | ------ | ------ |
| 1.300  | 1.464  | 1.610  | 11.993 | 27.900 | 42.891 | 36.591 | 38.126 | 35.944 | 38.900 |

| 1920   | 1930   | 1940   | 1950   | 1960   | 1970   | 1981   | 1990   | 1992   | 1994   |
| ------ | ------ | ------ | ------ | ------ | ------ | ------ | ------ | ------ | ------ |
| 41.048 | 40.480 | 40.739 | 39.775 | 40.777 | 44.001 | 44.929 | 46.765 | 46.099 | 46.099 |

| 1996   | 1998   | 2000   | 2002   | 2004   | 2006   | 2008   | 2010   | 2012   | 2014   |
| ------ | ------ | ------ | ------ | ------ | ------ | ------ | ------ | ------ | ------ |
| 46.708 | 46.919 | 47.464 | 48.796 | 50.616 | 52.834 | 54.437 | 55.439 | 55.855 | 56.036 |

| 2016   | 2018   | 2020   | 2022 | 2024   | 2026 | 2028 | 2030 | 2032 | 2034 |
| ------ | ------ | ------ | ---- | ------ | ---- | ---- | ---- | ---- | ---- |
| 55.999 | 56.613 | 58.620 | -    | 62.481 | -    | -    | -    | -    | -    |

## Política i govern
El Consell Comarcal de la Garrotxa és l'òrgan d'administració i govern de la comarca. Des de 2019 està presidit per Santi Reixach Garriga, alcalde de la Vall de Bianya, de Junts x la Vall de Bianya.
L'11 d'octubre de 2012, la Garrotxa es declarà Territori Català Lliure proclamant així la seva independència sobre l'estat espanyol.

### Turisme Garrotxa
Turisme Garrotxa és l'ens de promoció turística de la Garrotxa, constituït com a associació sense ànim de lucre. Creat l'any 1996, impulsa el desenvolupament del turisme sostenible i respectuós amb el medi ambient a la comarca de la Garrotxa, basant-se en la Carta Europea de Turisme Sostenible, de la qual exerceix de fòrum comarcal (punt de trobada entre el sector públic i privat).

### SIGMA
El SIGMA (Salut, Informació i Gestió del Medi Ambient) és un Consorci de Medi Ambient i Salut Pública de la Garrotxa, un organisme que es va crear l'any 2002 de la mà del Consell Comarcal de la Garrotxa i l'Ajuntament d'Olot. La seva creació respon a la necessitat de gestionar els diferents temes relacionats amb el medi ambient i la salut pública a la comarca de la Garrotxa. El consorci substitueix l'antic Laboratori Polivalent de la Garrotxa, present des de l'any 1996 i que havia estat creat amb l'objectiu de donar un suport analític tant a les administracions com als sectors econòmics de la comarca. El pas dels anys va portar que assumís la responsabilitat de gestió mediambiental del Consell Comarcal, com per exemple la gestió dels residus i el sanejament comarcal. Actualment, aquest organisme segueix integrat dins l'estructura funcional del SIGMA i realitza funcions de suport analític als projectes que es porten a terme. Des de 2023 el seu director és David Llongarriu.